# Spizixos
Spizixos es un género de aves paseriformes perteneciente a la familia Pycnonotidae.

## Especies
Contiene las siguientes dos especies:
- Spizixos canifrons – bulbul picogrueso;
- Spizixos semitorques – bulbul collarejo.